# Stenobatyle inflaticollis
Stenobatyle inflaticollis är en skalbaggsart som först beskrevs av Linsley 1935.  Stenobatyle inflaticollis ingår i släktet Stenobatyle och familjen långhorningar. Inga underarter finns listade i Catalogue of Life.